# Russalpia
Russalpia is een geslacht van rechtvleugeligen uit de familie veldsprinkhanen (Acrididae). De wetenschappelijke naam van dit geslacht is voor het eerst geldig gepubliceerd in 1921 door Sjöstedt.

## Soorten
Het geslacht Russalpia omvat de volgende soorten:
- Russalpia albertisi Bolívar, 1898
- Russalpia longifurca Key, 1991